# Inspektionsskibet Fylla
 For alternative betydninger, se Fylla. (Se også artikler, som begynder med Fylla)
Fylla blev bygget hos D. & W. Henderson i Glasgow til den engelske flåde, og søsat i 1915 med navnet Asphodel. Den indgik i Flower-klassen af kanonbåde (Sloops), der også kunne anvendes til minestrygning. Maskineriet var på 2.300 HK.

## Tekniske data

### Generelt
- Længde: 81,5 m
- Bredde:  10,2 m
- Dybgang: 4,0 m
- Deplacement: 1.245 tons
- Fart: 17,0 knob
- Besætning: 75

### Armering
- Artilleri: 2 styk 12 cm kanoner og 2 styk 57 mm kanoner.

## Tjeneste
- Købt i 1920 og omdøbt til Fylla. Tjeneste ved Island 1928-33. Fylla var med sin slanke skrogform og relativt lave dybgang sikkert en glimrende minestryger, men var ikke egnet til den hårde tjeneste på Nordatlanten. Udgik i 1933.